# Бой при Булаир
Булаирският бой се провежда на 8 февруари (26 януари стар стил) 1913 г. между българската Седма пехотна рилска дивизия под командването на генерал-майор Георги Тодоров и османските дивизии „Мюретеби“ и 27-а пехотна под командването на Али Фетхи Окяр, образуващи 10-и турски корпус. Боят се води в района на Булаир и старата крепост Цимпе, станала отправна точка за османското нахлуване в Европа. Той завършва с победа за България, превръщайки се в символичен реванш за османските нашествия и завоевания на Балканите. В негова чест е написан маршът „Булаир“.

## Предистория
На 29 януари 1913 година в Османската империя е извършен преврат, начело с младотурския лидер Енвер бей. Новото правителство прекратява примирието с държавите от Балканския съюз и на 3 февруари подновява военните действия. Булаирският бой е част от общо настъпление, включващо още офанзивни действия на позициите при Чаталджа и десант при Шаркьой. Османското командване има за цел да поеме инициативата във воденето на военните действия и при успех да настъпи в Източна Тракия към обсадения Одрин.

## Ход на военните действия
Настъплението започва около 6 часа сутринта на 8 февруари, когато дивизията „Мюретеби“, използвайки прикритието на падналата мъгла, се придвижва по крайбрежието на Сароския залив и по пътя от Булаир за село Кавак. Настъплението е открито едва на стотина крачки от българските предни окопи. При достигането си до Разрязаната могила към 7 ч. сутринта, турската артилерия открива огън. Огън открива и българската поддържаща артилерия на 13-и пехотен полк и с пушечен и артилерийски огън настъплението е забавено.
Към 8 ч. на 8 февруари в настъпление преминава и 27-а дивизия, която съсредоточава силите си по крайбрежието на Мраморно море. Създавайки превъзходство на силите, турците овладяват чифлика Доган Арслан и започват да обхващат левия фланг на 22-ри пехотен полк. Командването на 7-а дивизия реагира незабавно, при което 13-и пехотен рилски полк провежда контраатака в предпозиционното пространство, отхвърля дивизията „Мюретеби“ и възвръща Разрязаната могила.
Изненадани от решителните действия на българите и виждайки срещу себе си 4 дружини от 22-ри тракийски пехотен полк, турците се стъписват. Артилерията на 7-а дивизия насочва огъня срещу чифлика Доган Арслан.
Към 15 ч. 22-ри тракийски пехотен полк контраатакува левия фланг и започва кратък, но ожесточен ръкопашен бой „на нож“, в който дясната колона на османците не издържа и започва бързо отстъпление. Голяма част от бягащата турска армия бива посечена или улучена от точните изстрели на артилерията. Българските войски преминават в настъпление, като отхвърлят и лявата вражеска колона.
Към 17 ч. османските табори подновяват настъплението срещу центъра, но биват отблъснати, като претърпяват огромни загуби. Чифликът е овладян, участъкът очистен от турците и отбраната възстановена.

## Резултати от битката
В боя при Булаир предните части на турската войска губят половината от числения си състав и оставят почти цялата си техника на бойното поле.